# Gonomyia hawaiiensis
Gonomyia hawaiiensis är en tvåvingeart som beskrevs av Alexander 1919. Gonomyia hawaiiensis ingår i släktet Gonomyia och familjen småharkrankar. Inga underarter finns listade i Catalogue of Life.